# Туапсиншки рејон
Туапсиншки рејон (рус. Туапси́нский муниципальный райо́н) административно-територијална је јединица другог нивоа и општински рејон смештен у југозападном делу Краснодарске покрајине, односно на југозападу европског дела Руске Федерације. Једна је од 37 општина у Покрајини.
Административни центар рејона и његово највеће и најважније насеље је град Туапсе. 
Према подацима националне статистичке службе Русије за 2019. на територији округа живело је 129.105 становника или у просеку 54,57 ст/км². Површина рејона је 2.366 km².

## Географија
Туапсиншки рејон се налази у југозападном делу Краснодарске покрајине и један је од 37 општинских рејона у Покрајини и једна од шест административних јединица са излазом на црноморску обалу. Са површином територије од 2.366 km² једна је од већих административних јединица у покрајини са уделом у укупној површини исте од 3,14% (на седмом месту по величини). Граничи се са територијама Геленџичког округа на западу, на северу су Северски и Апшеронски рејон и Горјачкокључки округ, док је на југоистоку Сочински градски округ. На западу и југозападу рејон излази на обале Црног мора.
Рељефом рејона доминирају брдско-планинска подручја западних делова Великог Кавказа. Надморске висине постепено расту идући од северозапада, где достижу око 700 метара, ка југоистоку где је максимална висина 1.634 метра. Најважније саобраћајнице које рејон повезују са унутрашњости прелазе преко планинских превоја који су у приобалним деловима на висинама око 300 метара (као на пример на планини Индјук на неких 40 км северно од Туапсеа), односно на преко 1.000 метара надморске висине у североисточној унутрашњости. 
Територијом рејона протичу бројне мање реке које се одликују кратким дужинама токова, великим падом и правцем кретања ка мору. Три највеће реке на територији рејона су Шапсухо (41 км), Туапсе (43 км), Нечепсухо (29 км) и Џубга (21 км). Значајнији водотоци су још и Ту, Небуг, Агој и Паук. Реке на северу рејона припадају сливу Кубања, а најважније међу њима су Пшиш (Велики и Мали Пшиш, Гунајка) и Псекупс. На истоку рејона налази се малено језеро Хижи које има статус заштићеног споменика природе.
На око 4 километра северозападно од Туапсеа, на црноморској обали, налази се Кисељова стена висине 46 метара која се потпуно вертикално спушта у море. 

### Клима
У северном делу црноморске обале преовладава семиаридна медитеранска клима која идући ка југоистоку постепено прелази у влажнију суптропску климу (подручје око града Туапсе). Клима има суптропске одлике све до надморских висина од око 300 метара, док је на планинама умереноконтинентална клима са изразитијим маризимним утицајима у котлинским подручјима. Жупска подручја у унутрашњости имају посебне микроклиматске одлике. 
Просечна годишња температура ваздуха је око +13 °C, током најтоплијих месеци јула и августа температурни просек је око +23 °C, док су најхладнији месеци јануар и фебруар са просеком од око +4,5 °C. Температуре испод нуле су реткост, посебно у приобалним подручјима. Температуре морске воде у летњим месецима су око +24 °C. Годишња сума падавина креће се од 1.200 до 1.500 мм, а падавине су равномерно распоређене на летњи и зимски део године. 

## Историја
Туапсиншки рејон, као административна јединица тадашње Кубањско-црноморске области, успостављен је 26. јануара 1920. и састојао се од три волости и града Туапсеа. Из његове територије је у септембру 1924. издвојено подручје Шапсушког националног рејона. У периоду од 1935. до 1940. Туапсиншки рејон је био расформиран, а његова територија подељена између суседног Шапсушког и Геленџичког рејона. 
У садашњим границама је од 1. јануара 2008. када су град Туапсе и Туапсиншки рејон обејдињени у јединствену административну целину. 

## Демографија и административна подела
Према подацима са пописа становништва из 2010. на територији рејона живело је укупно 63.530 становника, док је према процени из 2019. ту живело 129.105 становника, или у просеку око 54,57 ст/км². По броју становника Туапсиншки рејон се налази на 10. месту у Покрајини са уделом у укупној покрајинској популацији од око 2,29%. 
| 1959.  | 1970.  | 1979.  | 1989.  | 2002.  | 2010.  | 2019.   |
| ------ | ------ | ------ | ------ | ------ | ------ | ------- |
| 25.859 | 38.539 | 47.625 | 59.809 | 61.257 | 63.530 | 129.105 |

Према подацима са пописа 2010. најбројнији су Руси са око 70%, док су најбројнији мањински народи Јермени (13,7%), Адигејци (3,3%) и Украјинци (2,0%). 
Рејон је административно подељен на 10 нижестепених општина − три градске и седам сеоских. Административно средиште и највеће насеље на територији рејона је град Туапсе у којем живи око 62.000 становника. У градска насеља убрајају се и варошице Новомихајловски (око 11.000 становника) и Џубга (5.800 становника). 